# Edward Beeson
Edward Ives Beeson (né le 2 juin 1890 et mort à une date inconnue) est un athlète américain, spécialiste du saut en hauteur.
Étudiant à l'Université de Californie, il franchit une barre à 2,01 m le 2 mai 1914 à Berkeley, améliorant d'un centimètre le précédent record du monde du saut en hauteur détenu depuis 1912 par son compatriote George Horine,. Ce record mondial ne sera amélioré que dix ans plus tard, en 1924, par Harold Osborn (2,03 m).